# 立川らく朝
立川 らく朝（たてかわ らくちょう、1954年1月26日 - 2021年5月2日）は、日本の落語家で内科医師（医学博士）。落語立川流所属。笑いと健康学会理事、日本ペンクラブ会員。表参道福沢クリニック院長。ワタナベエンターテインメント所属。

## 来歴
長野県飯田市生まれ。飯田市立飯田東中学校を卒業後、上京。成蹊高等学校を経て、1979年、杏林大学医学部卒業。慶應義塾大学医学部内科学教室へ入局。慶応健康相談センター（人間ドック）医長を勤める。学位論文は「脳血管障害におけるLDLコレステロール代謝の異常について」。
高校時代から新宿末廣亭に通っていたが、大学生時代には落語研究会に所属、大学3年の時には私立医科大学5校で関東医科学生落語連盟を創設。卒業してからも医師の仕事の傍ら、OB会などで落語と関わっていた。
志らくのファン向け私塾「らく塾」塾生を経て、1998年、44歳の時に立川志らくの客分の弟子となる。2000年3月、46歳でプロの落語家として立川志らくに正式に入門した。前座名・らく朝。社会人経験を認められてカバン持ちは免除されたが、それ以外の楽屋などでの仕事は他の前座と同じようにこなした。
2002年、都内に内科クリニックを開設。引き続き落語家と医師の二足の草鞋を続ける。
2004年4月、二ツ目昇進。4月2日、明治安田生命ホールで二つ目昇進披露公演を行った。
2007年、2008年、2011年と真打昇進トライアルに挑戦するが、大師匠にあたる談志と師匠の志らくから昇進の許可をもらうことはできなかった。
2015年4月落語立川流真打トライアルにて立川志らら、立川談奈、泉水亭錦魚、立川らく里とともに真打昇進決定。同年10月、真打に昇進した。
2016年6月26日、イイノホールで「立川らく朝真打昇進披露落語会」を開催。出演はらく朝、立川志らく、桂文枝（6代目）、柳亭市馬、立川談笑、ケーシー高峰。
真打昇進時点で古典落語の持ちネタは約120席、健康落語が70席。独演会や講演会の仕事が多く、同じくらいの芸歴の落語家とは年齢が離れていることもあり、他協会に所属する落語家との親交は皆無だった。
2021年2月頃から病気で療養していたが5月2日に死去。67歳没。葬儀は近親者で執り行った後、訃報は11日にワタナベエンターテインメントから発表された。
師匠の志らくは訃報を受けてコメントを発表。志らくの体調不良を見抜いて検査に連れてゆき、バセドー氏病が発見されたエピソードなどを紹介。「いくら年上でも弟子には違いないので師匠より先に逝くやつがあるか」と心中を吐露した。
2022年4月26日、東京・内幸町ホールで「立川らく朝一周忌追善 志らく一門会 NEVER SAY GOODBYE」を開催。志らく一門全員が集合、らく朝の兄弟子にあたる立川こしら・立川志ららの司会のもと、弟弟子によるらく朝作の健康落語の口演、一門有志によるトークショーなどにより明るく偲んだ。

## 主な公職
- 厚生省HIV疫学研究班員
- 労働省・職場におけるエイズ教育手法検討委員会委員
- 巡回健保コンサルタント（健康保険組合連合会）
- エイズ対策企業懇話会事務局長

## 著書
- 笑って生きれば、笑って死ねる(三笠書房、2021年2月)
- CD付ムック 落語で不調を改善！ 笑って自律神経を整える（枻出版社、2016年9月）
- ドクターらく朝の健康噺（春陽堂書店、2014年10月）
- 立川らく朝のお笑い健康手帖 - たのしく健康を維持するための秘策おしえます（ぎょうせい、2010年9月）
- 笑いの診察室 - らく朝健康噺 -（春陽堂書店、2009年10月）
- 笑えば治る 立川らく朝の 健康ひとり語り（毎日新聞出版、2007年9月）
- 立川らく朝の一笑健康（春陽堂書店、2005年3月）
- 立川らく朝の不労長寿（春陽堂書店、2005年7月）

## CD
- ドクターらく朝の落語@笑い外来~ヘルシートーク&健康落語~ (日本クラウン、2008年10月）
- 立川らく朝の健康落語  CDセット全12巻（ユーキャン）

## メディア出演

### テレビ
- Dr.らく朝 笑いの診察室（2012年10月6日 - 2018年3月26日、BS日テレ）

### ラジオ
- 大人のラヂオ（ラジオNIKKEI)　‐ 番組ポッドキャストでは、過去の健康落語を聞くことができる。

### 映画
- 日本のいちばん長い夏(2010年、倉内均監督、NHK・アマゾンラテルナ）- 徳川夢声 役

### 舞台
- ヘルプマン！監査編（2017年11月、俳優座劇場）- 服部九作 役（伊藤千啓とダブルキャスト）